# CommonJS
CommonJS é um projeto com o objetivo de especificar um ecossistema para JavaScript do outro lado do navegador (no lado do servidor, por exemplo um server-side ou então para aplicações desktop nativas). O projeto foi iniciado por Kevin Dangoor em Janeiro de 2009 e foi inicialmente chamado de ServerJS.
| “               | O que eu estou descrevendo aqui não é um problema técnico. Isso é uma proposta para que as pessoas iniciem e façam uma decisão para evoluirmos juntos e começarmos a construir algo maior e mais fácil. | ” |
| — Kevin Dangoor | |   |

Em agosto de 2009, o projeto foi renomeado para CommonJS para demonstrar a ampla aplicabilidade da especificação proposta, uma API.
A especificação foi criada com uma proposta Open Source e foi votada em um processo de mailinglist. A especificação é somente considerada finalizada depois de ter sido implementada por diversas implementações da CommonsJS.
O projeto CommonJS não está afiliado com o grupo TC39 Ecma International, que vem trabalhando na especificação do ECMAScript, mas alguns membros do TC39 participam deste projeto.

## Especificação[5]

### Atual
- Modules/1.0 (Superseded by Modules/1.1)
- Modules/1.1
- Modules/1.1.1
- Packages/1.0
- Promises/B
- Promises/C
- System/1.0

### Propostas
- Binary/B
- Binary/F
- Console
- Encodings/A
- Filesystem/A
- Filesystem/A/0
- Modules/Async/A
- Modules/Transport/B
- Packages/1.1
- Packages/Mappings
- Unit Testing/1.0

## Implementação do CommonJS
- Akshell[6]
- CouchDB[7]
- Flusspferd[8]
- GPSEE[9]
- Joyent Smart Platform[10]
- Narwhal (JavaScript platform)[11]
- node.js[12]
- Persevere[13]
- RingoJS[14]
- SproutCore[15]
- v8cgi[16]
- MongoDB[17]
- JSBuild[18]
- XULJet[19]
- PINF JavaScript Loader[20]